# رادا بلنک
رادا بلنک (انگلیسی: Radha Blank؛ زادهٔ ۱ سپتامبر ۱۹۷۶) کارگردان، تهیه‌کننده، بازیگر، نویسنده اهل ایالات متحده آمریکا است.